# Alnestinden
Alnestinden (deutsch: „Die Alnes-Spitze“) ist ein 1665 Meter hoher Berg auf der Grenze zwischen der Kommune Rauma und der Kommune Fjord, Fylke Møre og Romsdal in Norwegen.

## Geographische Lage
Die Alnestinden liegt nordwestlich des Gebirgspasses Alnesreset. Ihre Südhänge befinden sich in der Kommune Fjord, ihre West-, Nord- und Osthänge in der Kommune Rauma. Nördlich der Alnestinden erhebt sich der 1786 Meter hohe Finnan und südöstlich der 1285 Meter hohe Skarfjellenden. Südwestlich liegt der See Inste Småholvatnet auf 977 Meter Höhe und östlich der See Alnesvatnet auf 741 Meter Höhe. Östlich der Alnestinden steigt die Trollstigen vom Isterdalen bis zum Pass Alnesreset auf 868 Meter Höhe.

## Tourismus
Alnestinden ist vor allem für Skitouren beliebt. Im Spätherbst nach den ersten Schneefällen, aber bevor die Trollstigen für den Winter geschlossen wird, aber auch im Frühsommer, wenn die Trollstigen schon wieder geöffnet ist, bietet die Alnestinden gute Möglichkeiten für Skitouren, weil der Schnee an ihrem Osthang bis weit in den Sommer erhalten bleibt.